# Гетерополісахариди
Гетерополісахариди (англ. heteropolysaccharides) — полісахариди, які складаються з двох або й більше різних моносахаридних ланок. Наприклад, альгінові кислоти (головні структурні компоненти клітинних стінок бурих водоростей), мономерні ланки яких становлять залишки D-мануронової і L-гулуронової кислот, з'єднані 1→4 глікозидними зв'язками.